# Târzia, Neamț
Târzia este un sat în comuna Brusturi din județul Neamț, Moldova, România.